# فوئنتسپالدا
فوئنتسپالدا (به اسپانیایی: Fuentespalda) یک شهرستان در اسپانیا است که در استان تروئل واقع شده‌است.

## خصوصیات
فوئنتسپالدا ۳۸ کیلومترمربع مساحت و ۳۶۸ نفر جمعیت دارد.